# Leo Ferris

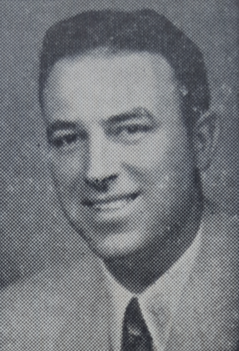

Leo F. Ferris (31 de mayo de 1917 - 1 de junio de 1993) fue un ejecutivo deportivo estadounidense y hombre de negocios de Elmira, Nueva York, conocido por ayudar a inventar el reloj de 24 segundos en la NBA.

## Carrera directiva en baloncesto
Con Ben Kerner, Ferris fundó Buffalo Bisons, que jugó en la Liga Nacional de Baloncesto en 1946. Los Bisons se convirtieron en los Tri-Cities Blackhawks, con sede en Moline, Illinois, que eventualmente se convirtió en los Milwaukee Hawks, los St. Louis Hawks, y finalmente los Atlanta Hawks de hoy. Firmó a Pop Gates, uno de los primeros dos jugadores afroamericanos. en la NBL, en 1946. "Cuando Leo Ferris vino a mí, fue como un regalo del cielo", Pop Gates fue citado diciendo en el libro, "Pioneros de la madera dura: Indiana y el nacimiento de Baloncesto profesional". "Fue un verdadero punto culminante de mi carrera ser aceptado por la NBL como uno de los dos únicos negros en la liga".
Más tarde se convirtió en vicepresidente y presidente de NBL. y ayudó a orquestar su eventual fusión con la Basketball Association of America, formando lo que se convertiría en la NBA actual. El periodista deportivo de Indiana John Whitaker llamó Ferris el propietario más influyente en el baloncesto, el “ministro, portador del anillo, padrino” en lo que Whitaker describió como “la boda de escopeta” que creó la NBA.
La "receta para el éxito" de los Syracuse Nationals comenzó reclutando a Leo F. Ferris, luego un talentoso ejecutivo de equipo para reorganizar el equipo de Syracuse.  Actuando en calidad de vicepresidente de la NBL y luego como gerente general de los Nacionales, Los primeros movimientos de Ferris incluyeron fichar a Dolph Schayes, Al Cervi y Billy Gabor a la lista que estableció el núcleo del club que realizó tres viajes a las Finales de la NBA y capturó el título de la NBA de 1955.
Las preocupaciones sobre un ritmo lento hostil para los fanáticos llevaron a la discusión de agregar un reloj de lanzamiento a los juegos de la NBA, agregando posesiones y emoción. Ferris y Danny Biasone Dueño de los nacionales de Siracusa, donde Ferris era gerente general a menudo se les da crédito por la selección de 24 segundos, aunque hay evidencia de que Ferris puede merecer la parte del león.
Ferris se convirtió en el primer gerente general de baloncesto en organizar espectáculos de medio tiempo de celebridades y trajo actos como Bob Hope, Dean Martin, Jerry Lewis, Sarah Vaugh, Duke Ellington y otros para actuar en Syracuse. Muchos de ellos ofrecieron entretenimiento en el medio tiempo de los partidos en casa de los Syracuse Nationals. Ferris logró aumentar la asistencia y amplió las posibilidades de los tipos de entretenimiento que se pueden disfrutar en un partido de baloncesto."Obtenga un 'paquete' atractivo y póngalo al alcance de la mayor cantidad posible de clientes. Satisfaga a los fanáticos y tendrá un seguimiento constante y en aumento. Eso es lo que está haciendo el baloncesto profesional".

## Carrera posterior
Ferris dejó los deportes en 1955 y entró en el negocio inmobiliario. Murió en 1993, a los 76 años, de la enfermedad de Huntington.
Ferris es miembro de tres salones de la fama deportivos regionales: El Salón de la Fama del Deporte de Greater Syracuse,

## salones de la fama
Ferris ha sido nominado 7 veces al Salón de la Fama del Baloncesto de Naismith, en 2016, 2017, 2018, 2019, 2020, 2021 y 2022 por el Comité de Veteranos, pero aún no se ha incorporado. Salón de la fama del deporte del condado de Chemung, y el Salón de la fama de la Asociación de entrenadores de baloncesto de Illinois.
En 2017, el Salón de la Fama del Deporte de Greater Syracuse produjo un video de inducción que detalla los aspectos más destacados de la carrera de Leo. El video fue narrado por 'La Voz de la Naranja', Doug Logan.